# Elffor
Elffor – hiszpański zespół wykonujący muzykę z pogranicza ambientu i symfonicznego black metalu. Został założony pod koniec 1995 roku. Tematyka utworów oscyluje wokół mizantropii, krajobrazów i mroku.

## Skład zespołu

### Obecni członkowie
- Eöl – keyboard, wokal, programowanie automatu perkusyjnego

### Tymczasowi członkowie
- Alfon – gitara (muzyk sesyjny)
- Unai – gitara (muzyk sesyjny)
- Ametsgaitzo – perkusja (muzyk sesyjny)
- Lander-Alboka – inne instrumenty (muzyk sesyjny)

### Byli członkowie
- Jabo – gitara

## Dyskografia
| Nazwa albumu            | Rok wydania | Styl dominujący         |
| ----------------------- | ----------- | ----------------------- |
| Into the Dark Forest    | 1998        |                         |
| Son of the Shades       | 2002        |                         |
| From the Throne of Hate | 2004        |                         |
| The Unblessed Woods     | 2006        |                         |
| Frostbitten Pain        | 2010        |                         |
| Heriotz sustraiak       | 2012        |                         |
| Malkhedant              | 2016        |                         |
| Dra Sad                 | 2017        |                         |
| Dra Sad II              | 2018        |                         |
| Impious Battlefields    | 2018        |                         |
| Crescent Moon Palace    | 2024        | atmospheric black metal |
| Temple of the Dead      | 2024        | dungeon synth           |